# 정지민
정지민(1983년 12월 23일 ~)은 대한민국의 개그우먼으로 그룹 지하트로도 활동중이다.

## 학력
- 1996년 춘천교육대학교 부설초등학교 졸업
- 2002년 봉의고등학교 졸업
- 2006년 강원대학교 환경화학 학사

## 연기 활동

### 방송
- KBS2 《개그콘서트》
  - 〈불편한 진실〉박지선 딸 역
  - 〈봉숭아 학당〉
  - 〈막말자〉경호원 역
  - 〈리얼토크쇼〉방청객 역
  - 〈KBS 스페셜 그것이 알고 싶은 추적 60분 수첩〉
  - 〈메이킹 우먼쇼〉
  - 〈후궁뎐;꽃들의 전쟁〉대왕대비 마마 역
  - 〈10년 후〉
  - 〈301 302〉집주인 역
  - 〈왜딩〉하객 역
  - 〈테러블 메이커〉
- 미디어 협동조합 국민TV《브로콜리 너마저 덕원의 보편적인 노래》
  - 〈우리 이제 헤어지자〉
- SBS MTV 멋진남자 비투비
- 투니버스 《벼락맞은 문방구 시즌2 》- 본인 역

### 음반활동
- 2015년 공휘 - 이불킥(피처링 역할)
- 2016년 지하트 - 《One Thing》
- 2016년 공휘,정지민 - 《THE 사랑》
- 2016년 지하트 - 《쿵쾅쿵쾅》(With. 이선미, 박신아, 원현지)
- 2016년 지하트 - 《내게 부족함 없네》(With. 박지헌)
- 2016년 지하트 - 《날개》(With. 바론, 김기태, 이시몬)
- 2016년 지하트 - 《괜찮은날이야》(With. 윤형빈, 정경미)
- 2016년 지하트 - 《용기》(With. 김용만)
- 2016년 지하트 - 《그 사랑》(With. 차수경)

## 유행어
- 뭐가 이리 소란스럽소?(후궁뎐;꽃들의 전쟁)
- oo하게 해드려요?!(후궁뎐;꽃들의 전쟁)
- 어~떻게(후궁뎐;꽃들의 전쟁)
- 302호! 302호 총각!(301 302)
- 가만있어봐 301호!(301 302)
- 둘이 한 번 잘해봐!(301 302)

## 경력
- 2016년 4월 밀알심장재단 홍보대사